# Green Arrow and Black Canary
Green Arrow and Black Canary — серия комиксов, которую в 2007—2010 годах издавала компания DC Comics. Сюжет вращается вокруг персонажей Зелёной Стрелы и Чёрной Канарейки.

## Сюжет
Серия комиксов Green Arrow and Black Canary фокусируется на отношениях Оливера Куина (Зелёной Стрелы) и Дины Лэнс (Чёрной Канарейки), которые являются одной из самых известных пар в мире DC Comics. Основные сюжетные линии включают:
1. Свадьба и её последствия:
  - Серия начинается с событий, последовавших за мини-серией "Green Arrow: Wedding Special", где Оливер и Дина собираются пожениться. Однако их свадьба прерывается драматическими событиями, которые ставят под угрозу их отношения.
  - После свадьбы пара сталкивается с новыми вызовами, включая появление их сына Коннора Хоука, который оказывается в центре опасных событий.
2. Семейные драмы:
  - Серия исследует сложные отношения между Оливером, Диной и Коннором. Коннор, который также является героем по имени Зелёная Стрела (Коннор Хоук), играет важную роль в сюжете.
  - В ходе серии раскрываются тайны, связанные с прошлым героев, а также их борьба за сохранение семьи.
3. Борьба с преступностью:
  - Оливер и Дина продолжают сражаться с преступностью, как в Стар-Сити, так и за его пределами. Они сталкиваются с такими врагами, как Каунт Вертиго, Доктор Лайт и другими.
  - Серия также включает элементы детектива и шпионажа, что делает её динамичной и увлекательной.
4. Развитие персонажей:
  - Серия уделяет большое внимание развитию персонажей, особенно их эмоциональным переживаниям и отношениям. Оливер и Дина показаны как сильные, но уязвимые герои, которые борются не только с внешними угрозами, но и с внутренними конфликтами.

## Основные персонажи
1. Зелёная Стрела (Оливер Куин):
  - Богатый промышленник и мастер стрельбы из лука, который борется за справедливость в Стар-Сити.
  - В серии показан как преданный муж и отец, который готов на всё ради своей семьи.
2. Чёрная Канарейка (Дина Лэнс):
  - Эксперт по боевым искусствам и обладательница ультразвукового "Крика Канарейки".
  - Сильная и независимая героиня, которая играет ключевую роль в сюжете.
3. Коннор Хоук:
  - Сын Оливера Куина, который также становится Зелёной Стрелой.
  - Его появление в серии добавляет драматизма и сложности в отношения между Оливером и Диной.
4. Враги:
  - Серия включает множество антагонистов, таких как Каунт Вертиго, Доктор Лайт, Копиркэт и другие.

## Ключевые выпуски и кроссоверы
- Green Arrow: Wedding Special (2007) — специальный выпуск, который предшествует основной серии и рассказывает о свадьбе Оливера и Дины.
- Green Arrow and Black Canary #1–29 (2007–2011) — основная серия.
- Кроссоверы с другими сериями DC, такими как Justice League of America и Birds of Prey.

## Коллекционные издания
| Название                      | Собранный материал                                                      | Выход           | ISBN                   |
| ----------------------------- | ----------------------------------------------------------------------- | --------------- | ---------------------- |
| Vol. 1: The Wedding Album     | Wedding Special, #1-5                                                   | октябрь 2008    | ISBN 978-1-4012-1841-6 |
| Vol. 2: Family Business       | #6-10                                                                   | январь 2009     | ISBN 978-1-4012-2016-7 |
| Vol. 3: A League of Their Own | #11-14, Green Arrow Secret Files and Origins #1                         | май 2009        | ISBN 978-1-4012-2250-5 |
| Vol. 4: Enemies List          | #15-20                                                                  | 16 декабря 2009 |                        |
| Vol. 5: Big Game              | #21-26                                                                  | 9 июня 2010     | ISBN 978-1-4012-2709-8 |
| Vol. 6: Five Stages           | #27-30                                                                  | ноябрь 2010     | ISBN 978-1-4012-2898-9 |
| Justice League: Rise and Fall | #31-32, Justice League: Rise and Fall Special, The Rise of Arsenal #1-4 | март 2011       | ISBN 978-1-4012-3013-5 |

## Отзывы
На сайте Comic Book Roundup серия имеет оценку 5,9 из 10 на основе 73 рецензий. Дэн Филлипс из IGN дал 18 выпуску 7,5 балла из 10 и написал: «С таким количеством дерьмовых книг на прилавках, я полагаю, может быть немного грубо критиковать комикс за то, что он лишь на несколько ступеней выше посредственности, но я без проблем использую этот аргумент против Green Arrow and Black Canary». Тимоти Каллахан из Comic Book Resources, обозревая пятнадцатый выпуск, был критичен к нему, также как и Курт Тейлор Лейн из Comics Bulletin, поставивший номеру 1 балл из 5.